# Вајтерсвајлер
Вајтерсвајлер (њем. Weitersweiler) општина је у њемачкој савезној држави Рајна-Палатинат. Једно је од 81 општинског средишта округа Донерсберг. Према процјени из 2010. у општини је живјело 495 становника. Посједује регионалну шифру (AGS) 7333081.

## Географски и демографски подаци
Вајтерсвајлер се налази у савезној држави Рајна-Палатинат у округу Донерсберг. Општина се налази на надморској висини од 232 метра. Површина општине износи 4,5 km². У самом мјесту је, према процјени из 2010. године, живјело 495 становника. Просјечна густина становништва износи 110 становника/km².